# アリッサ・ディアス
アリッサ・ディアス（Alyssa Diaz, 1985年9月7日 - ）は、アメリカ合衆国ロサンゼルス出身の女優である。

## 出演作品

### テレビドラマ
- シグナル/時空を超えた捜査線（ミラセラ・コラード）
- ノンストップ・スリラー「暴走地区-ZOO-」シーズン2、3（ダリエラ・マルザン）
- レイ・ドノヴァン ザ・フィクサー（テレサ）
- アーミー・ワイフシーズン6、7（グロリア・クルス）
- ヴァンパイア・ダイアリーズ（キム）
- レボリューション（ミア・クレイトン）
- ダニーのサクセス・セラピー（タリス・ラング）
- ナルコス: メキシコ編 (ミカ・カマレナ)
- ザ・ルーキー 40歳の新米ポリス!?シリーズ1-6(アンジェラ・ロペス)
- NCIS : LA 〜極秘潜入捜査班(ジャスミン・ガルシア)

### テレビアニメ
- ベン10

### 映画
- レッド・ドーン（ジュリー）
- シャーク・ナイト（マヤ）